# Heat of the Night
Heat of the Night è una canzone rock scritta da Bryan Adams e Jim Vallance per il quinto album di Adams Into the Fire del 1987.
È stato pubblicato come primo singolo dell'album Into the Fire; la canzone ha raggiunto la sesta posizione della Billboard Hot 100 e la seconda posizione della Billboard Rock Tracks. Nel 1987 ha ricevuto il premio Canadian Music Publisher's Association Rock Song Of The Year Award.
La canzone è presente anche nell'album Live! Live! Live! e nelle raccolte So Far So Good e Anthology.

## Storia del brano
(Jim Vallance)
Il brano è stato prodotto da Adams e Bob Clearmountain; registrato da Bob Clearmountain nel settembre 1986 presso i Cliffhanger Studios, a Vancouver; mixato da Bob Clearmountain nel gennaio 1987 presso gli AIR Studios di Londra.

## Il video
Il video musicale è stato diretto dal regista statunitense Wayne Isham. Uno scatto proveniente dalle sessioni di registrazione dello stesso è stato usato per la copertina dell'album Into the Fire.

## Tracce
Testi e musiche di Bryan Adams e Jim Vallance.
1. Heat of the Night – 4:07
2. Another Day – 4:06

## Formazione
- Bryan Adams: chitarra ritmica e solista, tastiere, voce, cori
- Jim Vallance: pianoforte, percussioni
- Keith Scott: chitarra ritmica, cori
- Robbie King: organo
- Dave Taylor: basso
- Mickey Curry: batteria

## Classifiche

### Classifiche settimanali
| Classifica (1987)             | Posizione massima |
| ----------------------------- | ----------------- |
| Australia                     | 25                |
| Belgio (Fiandre)              | 35                |
| Canada                        | 7                 |
| Finlandia                     | 20                |
| Germania                      | 33                |
| Norvegia                      | 6                 |
| Nuova Zelanda                 | 20                |
| Paesi Bassi                   | 34                |
| Regno Unito                   | 50                |
| Stati Uniti                   | 6                 |
| Stati Uniti (mainstream rock) | 2                 |
| Svezia                        | 7                 |
| Svizzera                      | 17                |

### Classifiche di fine anno
| Classifica (1987) | Posizione |
| ----------------- | --------- |
| Canada            | 53        |
| Stati Uniti       | 84        |